# Lucy Liu
Lucy Alexis Liu (Queens, New York, 1968. december 2. –) kínai származású amerikai színésznő.

## Fiatalkora és tanulmányai
1968. december 2-án született New Yorkban. Anyja biokémikus, apja mérnök. 1973-ban, ötévesen kezdett ismerkedni az angol nyelvvel. A manhattani Stuyvesant középiskolában érettségizett. Ezt követően beiratkozott a New York Egyetemre, de egy év után átjelentkezett a Michigan Egyetemre. Utolsó éves volt, amikor elment az Alice Csodaországban című produkció egyik kis szerepének meghallgatására, és a főszereppel távozott.

## Pályafutása
Diplomaszerzés után elköltözött Los Angelesbe. Hol meghallgatásokra járt, hol pincérnőként dolgozott, ennek a szakmai tapasztalatnak hasznát vette a Beverly Hills 90210 című tévésorozatban, amelyben pincérnőt alakított. Később jelentősebb szerepeket is kapott, például a Pearl című filmben.
Az igazi sikert Ling Woo szerepe jelentette az Ally McBealben. Eredetileg Nelle Portert alakította volna, de a próbafelvételek során olyan nagy hatást gyakorolt a producerre, hogy azonnal az ő számára íratta Ling Woo karakterét. Feltűnt többek között a Vészhelyzet, az X-akták, a Herkules és a Nash Bridges egy-egy epizódjában is. Liu eleinte mellékszerepekben tűnt fel, mint pl. a Jerry Maguire – A nagy hátraarc, a Visszavágó című filmekben, majd Jackie Chan kérte fel a Jackie Chan: Új csapás című filmjében Pei Pei megformálására. Együtt játszott Woody Harrelsonnal, Antonio Banderasszal, Mario Van Peeblesszel, valamint Drew Barrymore-ral és Cameron Diazzal.
A képzőművészettel is megpróbálkozott, 1993-ban a New York-i Sohóban a Cast Iron Galleryben volt egy multimédiás kiállítása, amelynek eredményeképpen ösztöndíjat kapott Kínába, ahol továbbképezhette magát a kreatív művészetekben.

## Filmográfia

### Film
| Év   | Magyar cím                        | Eredeti cím                                      | Szerep                   | Magyar hang        |
| ---- | --------------------------------- | ------------------------------------------------ | ------------------------ | ------------------ |
| 1992 |                                   | Ban wo zong heng                                 | Donna                    |                    |
| 1993 |                                   | Protozoa (rövidfilm)                             | Ari                      |                    |
| 1995 |                                   | Bang                                             | prostituált              |                    |
| 1996 | Jerry Maguire – A nagy hátraarc   | Jerry Maguire                                    | Jerry exbarátnője        |                    |
| 1996 |                                   | Guy                                              | nő                       |                    |
| 1997 | Az utolsó belövés                 | Gridlock'd                                       | Cee Cee                  |                    |
| 1997 | Acélváros                         | City of Industry                                 | Cathi Rose               |                    |
| 1998 | Csak nőt ne ölj!                  | Love Kills                                       | Kashi                    |                    |
| 1999 | Visszavágó                        | Payback                                          | Pearl                    | Timkó Eszter       |
| 1999 | Az igazság napja                  | True Crime                                       | lány a játékboltban      |                    |
| 1999 | Légypapír                         | Flypaper                                         | Dot                      | Kökényessy Ági     |
| 1999 | Molly, vár a világ                | Molly                                            | Brenda                   |                    |
| 1999 | A Földlakók nemi élete            | The Mating Habits of the Earthbound Human        | A nőstény barátnője      | Roatis Andrea      |
| 1999 | Ilyen a boksz                     | Play It to the Bone                              | Lia                      | Haumann Petra      |
| 2000 | Jackie Chan: Új csapás            | Shanghai Noon                                    | Pei Pei hercegnő         | Haumann Petra      |
| 2000 | Charlie angyalai                  | Charlie's Angels                                 | Alex Munday              | Kökényessy Ági     |
| 2001 | Szálló                            | Hotel                                            | Kawika                   |                    |
| 2002 | Ballistic – Robbanásig feltöltve  | Ballistic: Ecks vs. Sever                        | Sever ügynök             | Kökényessy Ági     |
| 2002 |                                   | Cypher                                           | Rita Foster              |                    |
| 2002 | Chicago                           | Chicago                                          | Kitty Baxter             | Sági Tímea         |
| 2003 | Charlie angyalai: Teljes gázzal   | Charlie's Angels: Full Throttle                  | Alex Munday              | Kökényessy Ági     |
| 2003 | Kill Bill 1.                      | Kill Bill: Volume 1                              | O-Ren Ishii              | Kökényessy Ági     |
| 2004 | Kill Bill 2.                      | Kill Bill: Volume 2                              | O-Ren Ishii              | Kökényessy Ági     |
| 2004 | Mulan 2.                          | Mulan II                                         | Mei (hangja)             | Zsigmond Tamara    |
| 2005 | Három tű                          | 3 Needles                                        | Jin Ping                 |                    |
| 2005 | Domino                            | Domino                                           | Taryn Mills              | Kökényessy Ági     |
| 2006 | Alvilági játékok                  | Lucky Number Slevin                              | Lindsey                  | Ruttkay Laura      |
| 2007 | Fedőneve: Takarító                | Code Name: The Cleaner                           | Gina                     | Kökényessy Ági     |
| 2007 | Rajzás                            | Rise: Blood Hunter                               | Sadie Blake              | Kökényessy Ági     |
| 2007 |                                   | Watching the Detectives                          | Violet                   |                    |
| 2008 |                                   | The Year of Getting to Know Us                   | Anne                     |                    |
| 2008 | Kung Fu Panda                     | Kung Fu Panda                                    | Vipera mester (hangja)   | Kökényessy Ági     |
| 2008 | Csingiling                        | Tinker Bell                                      | Ezüstcsepp (hangja)      | Végh Judit         |
| 2009 | Csingiling és az elveszett kincs  | Tinker Bell and the Lost Treasure                | Ezüstcsepp (hangja)      | Végh Judit         |
| 2009 |                                   | Redlight                                         | dokumentumfilm narrátora |                    |
| 2010 | Csingiling és a nagy tündérmentés | Tinker Bell and the Great Fairy Rescue           | Ezüstcsepp (hangja)      | Végh Judit         |
| 2010 |                                   | Nomads                                           | Susan                    |                    |
| 2011 | A mintatanár                      | Detachment                                       | Dr. Doris Parker         | Kisfalvi Krisztina |
| 2011 | Boldog-boldogtalan                | The Trouble with Bliss                           | Andrea                   | Kökényessy Ági     |
| 2011 | Kung Fu Panda 2.                  | Kung Fu Panda 2                                  | Vipera mester (hangja)   | Kökényessy Ági     |
| 2011 |                                   | Someday This Pain Will Be Useful to You          | Rowena                   |                    |
| 2012 | Csingiling: A szárnyak titka      | Secret of the Wings                              | Ezüstcsepp (hangja)      | Végh Judit         |
| 2012 | A vasöklű férfi                   | The Man with the Iron Fists                      | Madam Blossom            | Kökényessy Ági     |
| 2014 | Csingiling és a kalóztündér       | Tinker Bell and the Pirate Fairy                 | Ezüstcsepp (hangja)      | Végh Judit         |
| 2014 | Kaguya hercegnő története         | Kaguya-hime no Monogatari                        | Lady Sagami (hangja)     | Bertalan Ágnes     |
| 2014 | Csingiling és a Soharém legendája | Tinker Bell and the Legend of the NeverBeast     | Ezüstcsepp (hangja)      | Végh Judit         |
| 2016 | Kung Fu Panda – A tekercs titkai  | Kung Fu Panda: Secrets of the Scroll (rövidfilm) | Vipera mester (hangja)   |                    |
| 2016 | Kung Fu Panda 3.                  | Kung Fu Panda 3                                  | Vipera mester (hangja)   | Kökényessy Ági     |
| 2018 |                                   | Future World                                     | Queen                    |                    |
| 2018 | A szerelem asszisztensei          | Set It Up                                        | Kirsten Stevens          |                    |
| 2019 |                                   | QT8: The First Eight (dokumentumfilm)            | önmaga                   |                    |
| 2020 |                                   | Stage Mother                                     | Sienna                   |                    |
| 2022 |                                   | If You Have                                      | önmaga                   |                    |
| 2022 | Fura világ                        | Strange World                                    | Callisto Mal (hangja)    | Makay Andrea       |
| 2023 | Shazam! Az istenek haragja        | Shazam! Fury of the Gods                         | Kalypso                  | Kökényessy Ági     |
| 2024 | A tigris tanítványa               | The Tiger's Apprentice                           | Nu Kua/Cynthia (hangja)  |                    |
| 2024 | A hullahó-akció                   | Red One                                          | Zoe Harlow               | Kökényessy Ági     |
| 2024 | Jelenlét                          | Presence                                         | Rebecca Payne            | Kökényessy Ági     |
| 2024 |                                   | Old Guy                                          | Anata                    |                    |

### Televízió
| Év        | Magyar cím                                | Eredeti cím                           | Szerep                      | Megjegyzések                                                            |
| --------- | ----------------------------------------- | ------------------------------------- | --------------------------- | ----------------------------------------------------------------------- |
| 1991      | Beverly Hills 90210                       | Beverly Hills, 90210                  | Courtney                    | 1 epizód                                                                |
| 1993      |                                           | L.A. Law                              | Mei Lin                     | 1 epizód                                                                |
| 1994      |                                           | Hotel Malibu                          | munkatárs                   | 1 epizód                                                                |
| 1994      |                                           | Coach                                 | Nicole Wong                 | 1 epizód                                                                |
| 1995      | Házi barkács                              | Home Improvement                      | nő                          | 1 epizód                                                                |
| 1995      | Herkules                                  | Hercules: The Legendary Journeys      | Oi-Lan                      | - 1 epizód - magyar hangja: - Törtei Tünde                              |
| 1995      | Vészhelyzet                               | ER                                    | Mei-Sun Leow                | visszatérő szerep (2. évad)                                             |
| 1996      | Nash Bridges – Trükkös hekus              | Nash Bridges                          | Joy Powell                  | 1 epizód                                                                |
| 1996      | X-akták                                   | The X-Files                           | Kim Hsin                    | 1 epizód (A pokol váltságdíja)                                          |
| 1996      |                                           | High Incident                         | Whin rendőrtiszt            | 2 epizód                                                                |
| 1996–1997 |                                           | Pearl                                 | Amy Li                      | főszereplő                                                              |
| 1997      |                                           | The Real Adventures of Jonny Quest    | Melana (hangja)             | 2 epizód                                                                |
| 1997      | New York rendőrei                         | NYPD Blue                             | Amy Chu                     | 1 epizód                                                                |
| 1997      |                                           | Riot                                  | Tiffany                     | 1 epizód                                                                |
| 1997      |                                           | Dellaventura                          | Yuling Chong                | 1 epizód                                                                |
| 1997      |                                           | Michael Hayes                         | Alice Woo                   | 1 epizód                                                                |
| 1998–2002 | Ally McBeal                               | Ally McBeal                           | Ling Woo                    | főszereplő (2–4. évad) visszatérő szerep (5. évad)                      |
| 2000      |                                           | MADtv                                 | önmaga (házigazda)          | 1 epizód                                                                |
| 2000      |                                           | Live & Kicking                        | önmaga                      | 1 epizód                                                                |
| 2000      | Saturday Night Live                       | Saturday Night Live                   | önmaga                      | 1 epizód                                                                |
| 2001      | Szex és New York                          | Sex and the City                      | önmaga                      | 1 epizód                                                                |
| 2001–2002 | Futurama                                  | Futurama                              | önmaga (hangja)             | 2 epizód                                                                |
| 2002      |                                           | Rank                                  | önmaga                      | 1 epizód                                                                |
| 2002      |                                           | VH-1 Behind the Movie                 | önmaga                      | 1 epizód                                                                |
| 2002      | Texas királyai                            | King of the Hill                      | Tid Pao (hangja)            | 1 epizód                                                                |
| 2003      |                                           | Biography                             | önmaga                      | 1 epizód                                                                |
| 2003      |                                           | Bo’ Selecta!                          | önmaga                      | 1 epizód                                                                |
| 2004      | Jackie Chan kalandjai                     | Jackie Chan Adventures                | felnőtt Jade Chan (hangja)  | 1 epizód                                                                |
| 2004      |                                           | Game Over                             | Raquel Smashenburn (hangja) | főszereplő                                                              |
| 2004–2005 | Joey                                      | Joey                                  | Lauren Beck                 | visszatérő szerep (1. évad)                                             |
| 2004–2009 | Maya és Miguel                            | Maya & Miguel                         | Maggie Lee (hangja)         | visszatérő szerep                                                       |
| 2005      |                                           | Clifford's Puppy Days                 | Teacup (hangja)             | 1 epizód                                                                |
| 2005      | A Simpson család                          | The Simpsons                          | Madam Wu (hangja)           | 1 epizód                                                                |
| 2006      |                                           | Getaway                               | önmaga                      | 1 epizód                                                                |
| 2007      | Ki ez a lány?                             | Ugly Betty                            | Grace Chin                  | 2 epizód                                                                |
| 2008      | Divatdiktátorok                           | Cashmere Mafia                        | Mia Mason                   | főszereplő                                                              |
| 2008      |                                           | Ben & Izzy                            | Yasmine (hangja)            | főszereplő                                                              |
| 2008      |                                           | Little Spirit: Christmas in New York  | Leo anyja (hangja)          | tévéfilm                                                                |
| 2008–2009 | Édes, drága titkaink                      | Dirty Sexy Money                      | Nola Lyons                  | főszereplő (2. évad)                                                    |
| 2009      |                                           | Afro Samurai: Resurrection            | Lady Sio (angol hangja)     | tévéfilm                                                                |
| 2010      | Kihez menjek?                             | Marry Me                              | Rae Carter                  | - minisorozat (2 epizód) - magyar hangja: - Kökényessy Ági              |
| 2010      |                                           | Ni Hao, Kai-Lan                       | Medvekirálynő (hangja)      | 1 epizód                                                                |
| 2010      | Kung Fu Panda ünnepe                      | Kung Fu Panda Holiday                 | Vipera mester (hangja)      | - tévéfilm - magyar hangja: - Kökényessy Ági                            |
| 2011      | Csingiling és a nagy verseny              | Pixie Hollow Games                    | Ezüstcsepp (hangja)         | rövidfilm                                                               |
| 2011–2016 | Kung Fu Panda – A rendkívüliség legendája | Kung Fu Panda: Legends of Awesomeness | Vipera mester (hangja)      | főszereplő                                                              |
| 2012      | Terepen                                   | Southland                             | Jessica Tang rendőrtiszt    | visszatérő szerep (4. évad)                                             |
| 2012–2019 | Sherlock és Watson                        | Elementary                            | Dr. Joan Watson             | főszereplő                                                              |
| 2013      |                                           | Pixie Hollow Bake Off                 | Ezüstcsepp (hangja)         | rövidfilm                                                               |
| 2014      |                                           | Huading Awards                        | önmaga (házigazda)          |                                                                         |
| 2015–2016 |                                           | Jeopardy!                             | önmaga                      | 2 epizód                                                                |
| 2016      | Csajok                                    | Girls                                 | Mosedale nyomozó            | 1 epizód                                                                |
| 2017      |                                           | Difficult People                      | Veronica Ford               | 4 epizód                                                                |
| 2017      | Szezám utca                               | Sesame Street                         | Cinderella                  | 1 epizód                                                                |
| 2017      |                                           | Michael Jackson's Halloween           | Conformity (hangja)         | tévéfilm                                                                |
| 2018      | Állatok                                   | Animals                               | Yumi (hangja)               | visszatérő szerep (3. évad)                                             |
| 2019      | Miért ölnek a nők?                        | Why Women Kill                        | Simone                      | főszereplő (1. évad)                                                    |
| 2020      | A nyugalom világa                         | A World of Calm                       | önmaga / narrátor (hangja)  | 1 epizód                                                                |
| 2021      | Star Wars: Látomások                      | Star Wars: Visions                    | banditák vezére (hangja)    | 1 epizód                                                                |
| 2021      | Scooby-Doo és (sz)társai                  | Scooby-Doo and Guess Who?             | önmaga (hangja)             | 1 epizód                                                                |
| 2021      | Félig üres                                | Curb Your Enthusiasm                  | önmaga                      | 1 epizód                                                                |
| 2021      |                                           | Death to 2021                         | Snook Austin                | különkiadás                                                             |
| 2024      | Talpig férfi                              | A Man in Full                         | Joyce Newman                | - főszereplő - minisorozat (6 epizód) - magyar hangja: - Kökényessy Ági |
| 2024      | Jentry Chau az alvilág ellen              | Jentry Chau vs. The Underworld        | Moonie Chau (hangja)        | 6 epizód                                                                |